# Rio Berg
Rio Berg é um rio da África do Sul.